# Карами, Рафкат
Рафкат Карами (тат. Кәрами, Рафкат Карамиевич Карамиев; род. 18 февраля 1942, дер. Рангазар Сармановского района) — татарский писатель, Заслуженный работник культуры Татарской АССР (1989), Заслуженный работник культуры Российской Федерации (2005).

## Биография
В 1970 г. окончил Казанский университет, затем в 1979 г. — Высшие литературные курсы при Литературном институте им. А. М. Горького. В 1979—1993 гг. работал литературным консультантом, уполномоченным, директором Бюро пропаганды художественной литературы Союза писателей Республики Татарстан. В 1994—2001 гг. — директор Татарского агентства интеллектуальной собственности.

## Творчество
Дебютировал в 1967 г. детективной повестью «Дүрт кешелек каюта» («Четырёхместная каюта»). Затем последовали повести, пьесы, рассказы, романы. В произведениях Р. Карами разоблачается обывательская философия, поднимаются этические проблемы.
Многие произведения переведены на русский, азербайджанский, киргизский, марийский и другие языки.

### Избранные произведения
- Дүрт кешелек каюта / Четырёхместная каюта : детективная повесть, 1967
- Кичке уйлар / Вечерние думы : повесть, 1970
- Капитан Хәкимов / Капитан Хакимов : повесть, 1974
- Очар кошлар белән янәшә / На высоте птичьего полёта : роман-трилогия, 1980—1985
- Яратуың чынмы? / Сильна ли любовь? : пьеса; поставлена в 1982 г. Мензелинским татарским драматическим театром
- Сагышлы кояш / Грустное солнце : повесть, 1983
- Йөрәгемне ут алган / Сердце джигита : повесть, 1987
- Ындыр тулы кибән / Гумно полно стогов : повесть, 1992
- Каргышлы этаплар / Проклятые этапы : роман, 1995
- Очар кошлар белән янәшә / На высоте птичьего полёта : роман, 1999
- Кәрами Р. Озелгән чәчәк : Хикәяләр. — Казан: Татар. кит. нәшр., 2002. — 222 с. — 3000 экз. — ISBN 5-298-01118-7. (Өзелгән чәчәк / Сорванный цветок : сборник рассказов)
- Кәрами Р. Мәхәббәт бураннары : [Повестьлар]. — Казан: Рухият, 2004. — 415 с. — 800 экз. — ISBN 5-89706-073-8.
- Кәрами Р. Яратуың чынмы? : пьесалар, шигырьләр, уйланулар, юмор-сатира. — Казан: Идел-Пресс, 2008. — 352 с. — 500 экз. — ISBN 978-5-85247-226-7.

## Награды и признание
- Заслуженный работник культуры Татарской АССР (1989)
- Заслуженный работник культуры Российской Федерации (2005)
- Лауреат премии имени Г. Исхаки